# ادامو، بخش کوتنو
ادامو، بخش کوتنو (به لاتین: Adamów, Kutno County) در لهستان است که در Gmina Kutno واقع شده‌است.